# Liste von Personen mit Bezug zu Münstermaifeld
Die Liste von Personen mit Bezug zu Münstermaifeld gibt einen Überblick über Personen, die durch Herkunft oder Wirken mit Münstermaifeld in Verbindung stehen und über die es (für die meisten) in der deutschsprachigen Wikipedia einen Artikel gibt.
| Name                                  | Lebzeit                                                               | Bemerkungen |
| Modoald                               | (* vor 584 o. 590; † 12. Mai 645 o. 648)                              | war Bischof von Trier und ist ein Heiliger der katholischen Kirche, weihte die damalige Martinskirche 640 |
| Ruotbert von Trier                    | († 19. Mai 956 in Köln)                                               | war von 931 bis 956 Erzbischof von Trier, ließ vermutlich 956 die Reliquien des Hl. Severus nach Münstermaifeld bringen |
| Bruno von Lauffen                     | (* um 1045 in Bretten; † 25. April 1124 in Trier)                     | war Erzbischof von Trier, weihte 1103 Vorgänger der Stiftskirche, begann vermutlich mit Stadtbefestigung (Lauffenburg) |
| Arnold II. von Isenburg               | (* um 1190 auf Burg Braunsberg; † 5. November 1259 in Montabaur)      | war von 1242 bis 1259 Erzbischof und Kurfürst von Trier, baute Mitte des 13. Jahrhunderts Stadtbefestigung |
| Heinrich II. von Finstingen           | († 26. April 1286 in Boulogne-sur-Mer)                                | war von 1260 bis 1286 als Heinrich II. Erzbischof und Kurfürst von Trier, verlieh dem Ort am 17. Dezember 1277 die Gerichtshoheit und vollendete die Stadtmauer um 1280 zunächst                                                         |
| Balduin von Luxemburg                 | (* 1285 in Luxemburg; † 21. Januar 1354 in Trier)                     | war von 1307 bis 1354 Erzbischof und Kurfürst von Trier, erweiterte die Stadtbefestigung im Zusammenhang mit der Zurückdrängung der Grafen von Virneburg, die zu einem bedeutenden, herrschaftlichen Konkurrenten auf dem Maifeld wurden |
| Elias von Eltz                        | (1331–1347)                                                           | Propst von Münstermaifeld |
| Nikolaus von Prüm                     | (1395–1439)                                                           | Kanoniker im Stift Münstermaifeld (1438) |
| Nikolaus von Kues                     | (1401–1464)                                                           | Kardinal und Universalgelehrter, 1435–1445 Propst von Münstermaifeld |
| Giuliano della Rovere                 | (* 5. Dezember 1443 † 21. Februar 1513)                               | Vorletzter Propst in Münstermaifeld (1471 bis 1477 oder 1484) und späterer Papst Julius II. |
| Richard von Greiffenklau zu Vollrads  | (* 1467 † 13. März 1531)                                              | 1515 durch Papst Julius II. zum Propst in Münstermaifeld ernannt. Er war somit 1512 Erzbischof in Personalunion. |
| Johann III. von Metzenhausen          | (1492–1540)                                                           | war 1535 Erbauer des 1914 abgebrannten Marstalls |
| Otto Gereon von Gutmann zu Sobernheim | (* 1571/1572–1638)                                                    | Weihbischof, vor 1600 Kanoniker im Stift Münstermaifeld |
| Louis-François de Boufflers           | (1644–1711)                                                           | Französischer Marschall, zerstörte Münstermaifeld am 26. September 1691 auf Grund einer Verwechslung mit Münstereifel |
| Franz Peter Canaris                   | (~~ 30. Januar 1724 in Bernkastel, † 14. März 1792 in Münstermaifeld) | war Ur-Ur-Großvater von Wilhelm Canaris, war Stadt- und Geschichtsschreiber 1759, 1767 Kurtrierer Kammerrat, 1764, 1776 und 1777 Bürgermeister                                                                                           |
| Johann Büchel V.                      | (* 1754 † 1842)                                                       | war Tuchmacher, Zunftsmeister, Ratsherr, Hochgerichtsschöffe, Chronist und letzter kurtrierischer Bürgermeister der Stadt |
| Franz Georg Severus Weckbecker        | (* 2. Juli 1775 † 6. März 1862)                                       | Gutsbesitzer und Kaufmann |
| Johann Claudius von Lassaulx          | (* 27. März 1781 - † 14. Oktober 1848)                                | Architekt des St. Joseph Hospitals (1832 ff.) |
| Hermann Nebel                         | (* 31. Juli 1816 in Koblenz; † 23. Juli 1893 ebenda)                  | vermutlich Architekt der ehemaligen Synagoge |
| Heinrich Zilliken                     | (1841–1900)                                                           | war Goldschmied und Uhrmacher, Begründer der Münstermaifelder Turmuhrenfabrik |
| Mathias Zilliken                      | (* 1869; † 1918)                                                      | führte die Münstermaifelder Turmuhrenfabrik ab 1900 bis zum Konkurs 1912 weiter |